# Shame, Humility, Revenge
Shame, Humility, Revenge – drugi album studyjny Skin (pobocznego projektu Michaela Giry i Jarboe, liderów amerykańskiego zespołu Swans), wydany w 1988 przez Product Inc.
Utwory z Shame, Humility, Revenge powstawały na tych samych sesjach, na których nagrano utwory znajdujące się na pierwszej płycie projektu Blood, Women, Roses. Oba albumy są więc utrzymane w podobnym, surowym i ascetycznym stylu, tym razem podkreślona została rola Michaela Giry, który odpowiada za wokal prowadzący we wszystkich kompozycjach. Autorami utworów są Michael Gira i Jarboe (szczegółowe informacje podane zostały poniżej).

## Lista utworów
Wersja LP:
| Nr  | Tytuł utworu                                | Długość |
| --- | ------------------------------------------- | ------- |
| 1.  | „Intro”                                     | 1:16    |
| 2.  | „Nothing without You”                       | 5:43    |
| 3.  | „Everything at Once”                        | 4:22    |
| 4.  | „Breathing Water”                           | 4:23    |
| 5.  | „The Center of Your Heart”                  | 4:55    |
| 6.  | „Cold Bed”                                  | 2:25    |
| 7.  | „24 Hours”                                  | 4:13    |
| 8.  | „One Small Sacrifice”                       | 6:43    |
| 9.  | „Turned to Stone”                           | 5:21    |
| 10. | „I Want to Be Your Dog” (tylko w wersji CD) | 3:37    |
|     |                                             | 42:58   |

- „I Want to Be Your Dog” jest wersją utworu The Stooges „I Wanna Be Your Dog” z 1969 (autorzy: Iggy Pop, Ron Asheton, Dave Alexander, Scott Asheton).

## Twórcy
- Michael Gira – śpiew, dźwięki, gitara akustyczna, fortepian, instrumenty klawiszowe, autor muzyki i tekstów (utwory: 1–9), produkcja
- Jarboe – śpiew, fortepian, instrumenty klawiszowe, autorka muzyki (utwory: 1, 2, 4, 5, 7, 9)

Udział gościnny:
- A. Kadir Dorvesh – obój w „Everything at Once” i „The Center of Your Heart”
- Bill McGee – aranżacje smyczkowe i kontrabas w „Breathing Water”
- Martin McCarrick – wiolonczela w „Breathing Water”
- Chris Pitzaladi – altówka w „Breathing Water”
- Chris Tombling – skrzypce w „Breathing Water”
- Ginnie Ball – skrzypce w „Breathing Water”

## Reedycje
Wszystkie utwory z albumu Shame, Humility, Revenge weszły w skład kompilacji The World of Skin z 1988 (i jej późniejszego dwupłytowego wydania z 1997 razem z albumem Swans Children of God).